# 劉彥恩
劉彥恩（英語：LAU Yin Yan Claudia，1992年11月11日—），香港女子游泳運動員。2017年7月23日，於匈牙利布達佩斯準備征戰世界游泳錦標賽的劉彥恩在Facebook宣布完成賽事後結束運動員生涯。

## 簡介
劉彥恩擅長背泳項目，12歲第一次代表香港出賽，在2007年以14歲之齡首次打破200米背泳的香港紀錄。
2010年，劉彥恩代表香港參加2010年亞洲運動會，與馬希彤、施幸余、韋漢娜合作取得女子4×100米混合泳接力銅牌。
劉彥恩在浸信會沙田圍呂明才小學，拔萃女書院和美國密歇根大學畢業。期間在2015年畢業後，她選擇留在密歇根訓練備戰里約奧運會。 。

## 榮譽
2010年& 2011年 香港游泳教練會最有進步女泳員
2012年& 2013年 美國大學游泳教練員協會全美榮獲表揚
2013年& 2014年 美國國家大學體育協會十大聯盟學術表揚

### 出戰里約奧運會
2016年7月，劉彥恩在長池分齡泳賽兼最後一項奧運達標賽中，於200米背泳游出2分09秒33刷新港績，力壓在不久前才剛打破港績的隊友歐鎧淳取得冠軍，並且時間達到奧運A標（標準為2分10秒60），直接取得參加里約奧運會的入場券。 在里約奧運會的預賽中， 劉彥恩在女子100公尺仰式中游出個人最佳時間1分01秒27，在第二組預賽中勝出，但時間在34位選手中只排19未能晉身十六強。

## 參賽紀錄
- 2005年 亞太分齡游泳錦標賽
- 2005年 昆士蘭分齡游泳錦標賽
- 2006年 亞洲游泳錦標賽
- 2007年 城市運動會
- 2008年 好運北京 – 二零零八年中國游泳公開賽
- 2008年 第三屆亞洲中學生游泳錦標賽
- 2009年 亞洲青少年運動會
- 2009年 世界游泳錦標賽
- 2009年 亞洲室內運動會
- 2009年 世界盃短池賽(新加坡站)
- 2009年 香港東亞運動會
- 2010年 廣州亞運會
- 2011年 世界游泳錦標賽
- 2013年 世界大學生運動會
- 2014年 仁川亞運會
- 2016年 里約奧運會

## 游泳紀錄
劉彥恩共17次打破香港游泳紀錄，現時保持著1項香港紀錄（曾保持7項）；另保持1項青年紀錄（曾保持6項）、1項15-17歲分齡紀錄（曾保持5項）、1項13-14歲分齡紀錄（曾保持5項）和1項11-12歲分齡紀錄（曾保持2項）：
|                                |          | 項目                                                             | 時間     | 比賽日期         |
| 香港紀錄                       | 香港紀錄 | 香港紀錄                                                         | 香港紀錄 | 香港紀錄         |
| ------------------------------ | -------- | ---------------------------------------------------------------- | -------- | ---------------- |
| 1                              | 長池     | 200米背泳                                                        | 2:09.33  | 2016年7月2日     |
| 曾保持香港紀錄                 |          |                                                                  |          |                  |
| 1                              | 長池     | 100米背泳                                                        | 1:02.09  | 2010年11月14日   |
| 2                              | 長池     | 4×100米混合泳接力 （香港隊－劉彥恩、江忞懿、湯嘉珩、歐鎧淳）     | 4:12.92  | 2009年7月4日     |
| 3                              | 長池     | 4×200米自由泳接力 （香港隊－江忞懿、鄧穎欣、劉彥恩、湯嘉珩）     | 8:25.30  | 2009年8月11日    |
| 4                              | 短池     | 200米背泳                                                        | 2:11.94  | 2009年11月22日   |
| 5                              | 短池     | 4×100米混合泳接力 （香港隊－蔡曉慧、江忞懿、施幸余、劉彥恩）     | 4:00.81  | 2009年11月8日    |
| 6                              | 短池     | 4×100米自由泳接力 （香港隊－江忞懿、蔡曉慧、劉彥恩、施幸余）     | 3:42.13  | 2009年11月5日    |
| 青年組別紀錄（16歲以下）       |          |                                                                  |          |                  |
| 1                              | 短池     | 200米背泳                                                        | 2:13.20  | 2008年3月15日    |
| 曾保持青年組別紀錄（16歲以下） |          |                                                                  |          |                  |
| 1                              | 長池     | 50米背泳                                                         | 29.63    | 2008年10月9日    |
| 2                              | 長池     | 100米背泳                                                        | 1:04.13  | 2008年9月14日    |
| 3                              | 長池     | 200米背泳                                                        | 2:17.31  | 2008年9月13日    |
| 4                              | 長池     | 4×100米四式接力 （香港學校隊－劉彥恩、江忞懿、湯嘉珩、黎曉彤）   | 4:20.79  | 2008年7月14-20日 |
| 5                              | 長池     | 4×100米自由泳接力 （香港學校隊－江忞懿、劉彥恩、湯嘉珩、黎曉彤） | 3:56.46  | 2008年7月14-20日 |
| 分齡賽紀錄（15-17歲）          |          |                                                                  |          |                  |
| 1                              | 長池     | 200米背泳                                                        | 2:15.18  | 2009年12月6日    |
| 曾保持分齡賽紀錄（15-17歲）    |          |                                                                  |          |                  |
| 1                              | 長池     | 50米背泳                                                         | 29.63    | 2008年10月9日    |
| 2                              | 長池     | 100米背泳                                                        | 1:03.16  | 2009年12月9日    |
| 3                              | 短池     | 100米背泳                                                        | 1:01.26  | 2009年11月6日    |
| 4                              | 短池     | 200米背泳                                                        | 2:11.94  | 2009年11月21日   |
| 分齡賽紀錄（13-14歲）          |          |                                                                  |          |                  |
| 1                              | 長池     | 200米背泳                                                        | 2:17.61  | 2007年9月7日     |
| 曾保持分齡賽紀錄（13-14歲）    |          |                                                                  |          |                  |
| 1                              | 長池     | 50米背泳                                                         | 30.36    | 2007年10月17日   |
| 2                              | 長池     | 100米背泳                                                        | 1:04.42  | 2007年10月6日    |
| 3                              | 短池     | 100米背泳                                                        | 1:03.64  | 2007年4月18日    |
| 4                              | 短池     | 200米背泳                                                        | 2:15.65  | 2007年4月18日    |
| 分齡賽紀錄（11-12歲）          |          |                                                                  |          |                  |
| 1                              | 長池     | 200米背泳                                                        | 2:22.78  | 2005年8月21日    |
| 曾保持分齡賽紀錄（11-12歲）    |          |                                                                  |          |                  |
| 1                              | 長池     | 100米背泳                                                        | 1:07.03  | 2005年10月26日   |

## 外部網頁
- 劉彥恩的Facebook專頁
- 劉彥恩的Instagram帳戶